# Selfish (libro)
Selfish è un libro fotografico dell'imprenditrice statunitense Kim Kardashian, rilasciato il 5 maggio 2015 da Rizzoli New York.

## Informazioni

### Antefatti
Sin dagli esordi della sua ascesa alla fama, Kim Kardashian è stata spesso definita come la "regina dei selfie", titolo conquistato soprattutto grazie alla sua popolarità sui vari canali di social media, in modo particolare Instagram, dove risulta essere uno dei profili più seguiti della piattaforma.
In occasione di un San Valentino, Kimberly ha dichiarato di essere a corto di idee rispetto al regalo da fare al suo allora marito, Kanye West, finché non ha poi deciso di raggruppare una serie di suoi selfie in un volume da donare a West. Da quest'idea è poi maturata la decisione, sospinta proprio dallo stesso Kanye, di pubblicare l'opera e metterla in commercio. La Kardashian ha in merito dichiarato: «Non sapevo cosa regalare a Kanye [per San Valentino], così ho pensato: “A tutti gli uomini piace quando una ragazza manda loro delle foto sexy.” Allora ho chiesto a Stephanie [assistente di Kim] di prendere una Polaroid, e abbiamo iniziato a scattare foto in tutta la casa… creando questo libro davvero carino. È venuto così bene che ci è venuta l’idea di fare un libro di selfie. Quindi ne farò alcuni super audaci».

### Descrizione
Selfish, 13.64 x 4.27 x 18.34 cm, si compone di 448 pagine e contiene centinaia di selfie di Kim Kardashian. Questi sono organizzati in capitoli, che seguono un ordine cronologico dal 2006 al 2014.
L'opera è stata descritta come "una raccolta di immagini personali, molte delle quali inedite, tratte dalla vita di una delle celebrità più iconiche e riconoscibili al mondo. Dai suoi inizi come stylist, Kim Kardashian West ha saputo costruire una carriera che l’ha portata ai vertici dello star system hollywoodiano. Considerata da molti — tra cui lo stilista di Givenchy, Riccardo Tisci — la moderna incarnazione di Marilyn Monroe, Kim è oggi una vera e propria icona americana".
I selfie sono commentati dalla stessa Kardashian, che apporta le sue note scritte a mano al di sotto delle fotografie. Sono poi inclusi gli scatti della stessa con altre celebrità, tra cui Madonna, Jennifer Lopez e Paris Hilton, oltre che a quelli con i membri della sua famiglia.
In aggiunta, il libro, le cui pagine sono bianche, presenta una sezione di pagine nere nelle quali sono presenti una selezione di scatti erotici della Kardashian. In merito, Kim ha affermato di non essere inizialmente stata intenzionata a pubblicare tali fotografie ma di aver poi cambiato idea dal momento che le stesse erano trapelate in rete a seguito del furto di foto di celebrità del 2014.

## Pubblicazione
Il libro è stato ufficialmente pubblicato il 5 maggio 2015, edito da Rizzoli, in formato copertina rigida per $19.95. Il volume si presenta di colore bianco, mentre al centro della dust-cover figura un selfie della Kardashian. Selfish ha visto le seguenti pubblicazioni:
- Il 16 aprile 2015 è stata pubblicata un'edizione limitata di 500 numeri, ognuna delle quali autografata dalla stessa Kardashian, in esclusiva per il sito Gilt.com. A differenza del volume standard, questa versione presenta un selfie di Kim in bikini rosso.[8] Quest'edizione non presenta la classica copertina di protezione delle altre edizioni.
- Il 5 maggio 2015 è stata pubblicata la versione standard del libro.[9] Per l'occasione, Kim ha tenuto un firmacopie presso il Barnes & Noble di New York il 5 maggio 2015[10] e nuovamente presso il punto vendita di The Grove (Los Angeles) il 7 maggio 2015.[11]
- Il 23 novembre 2015 è stata annunciata una nuova versione del libro, ora nero con differente foto di copertina, di cui 500 copie autografate, sempre disponibile solo per Gilt.com.[12]
- Dal 4 dicembre 2015 è stata commercializzata una nuova variante in nero di Selfish, con immagine di copertina aggiornata.[13]
- L'11 ottobre 2016 è stata rilasciata una versione ampliata del volume, ora chiamato Selfish: More Me!, contenente 64 nuove pagine in cui si includono i selfie scattati tra il 2015-2016.[14]

Ad oggi, Selfish risulta fuori stampa.

## Accoglienza
Il fotolibro ha ricevuto generalmente recensioni positive dalla critica. Kat Brown del The Telegraph ha definito il libro "inaspettatamente rivelatore" e "stranamente commovente", mentre Madeline Roth di MTV News ha sottolineato l'importanza del libro affermando che si tratta di "un'opera unica nel suo genere sul mercato editoriale odierno: un vero e proprio libro di selfie realizzato da uno degli esseri umani più famosi al mondo". Differentmente, Megan Garber di The Atlantic ha affermato che il libro "porta il famoso amore [di Kim] per la propria immagine a un’estrema conseguenza tanto logica quanto assurda", paragonando l’opera al "libro da tavolino di Kramer sui libri da tavolino".
Leah Bourne di StyleCaster ha inoltre osservato che il libro "prende molti spunti" da altri celebri fotolibri, come Sex di Madonna, o la raccolta di ritratti di Kate Moss curata da Mario Testino.